# Malaysischer Name
Ein malaysischer Name definiert den Kulturkreis einer Person, da Malaysia aus verschiedenen ethnischen Gruppen und Kulturen besteht. Jede Gruppe hat ein sich unterscheidendes Benennungssystem. Personennamen in Malaysia sind jedoch durch die Regierung beschränkt, vor allem nach der Einführung von MyKad, dem malaysischen Personalausweis. Malaysier mit chinesischer Herkunft bilden die einzige Gruppe in Malaysia mit Familiennamen. Die anderen Gruppen, einschließlich der größten Gruppe der Malaien, verwenden einen Personennamen gefolgt von einem Patronym.

## Malaiischer Name
Malaiische Namen verwenden sehr oft den arabischen Namen und dessen Namenssystem. Jedoch gibt es noch mehrere Namen mit malaiischer, javanischer und sanskritischer Herkunft. Ein malaiischer Name besteht aus einem Personennamen, der in allen Fällen verwendet werden muss, und einem darauf folgenden Patronym. Die meisten Malaien verwenden keine Familiennamen. Für die Männer besteht das Patronym aus dem Wort bin (aus arabisch بن, „Sohn von“), gefolgt vom Personennamen des Vaters. Wenn also Osman einen Sohn Musa hat, wird Musa als Musa bin Osman benannt. Für die Frauen besteht das Patronym aus dem Wort binti (aus arabisch بنت „Tochter von“), ebenfalls gefolgt vom Personennamen ihres Vaters. Wenn also Musa eine Tochter hat, die Aisyah heißt, wird Aisyah als Aisyah binti Musa benannt. Nach einer Eheschließung ändert eine Frau ihren Namen, anders als in anderen Kulturen weit verbreitet, nicht.
Die Wörter bin und binti sind sehr oft zu B. für Männer, und Bt. oder Bte. für Frauen abgekürzt. Die Abkürzung wird oft als in westlichen Kulturen übliche Initiale für einen Zwischennamen missverstanden. Im allgemeinen Gebrauch lassen die meisten Malaien jedoch das Wort bin oder binti weg. Also werden die oben genannten zwei Beispiele als Musa Osman und Aisyah Musa bezeichnet. Der zweite Teil wird sehr oft irrtümlich für einen Familiennamen gehalten. Jedoch wird eine Person immer beim Vornamen genannt und niemals beim zweiten Namen, der der Name des Vaters ist. Musa Osman ist Herr Musa oder Encik Musa in malaiischer Sprache oder Mr Musa in englischer Sprache. Aisyah Musa ist vergleichbar Frau Aisyah oder Puan/Cik Aisyah oder Mrs/Ms/Miss Aisyah.
Eine kleine Minderheit malaiischer Familien verwendet Familiennamen (zum Beispiel Merican). Solch ein Name wird patrilinear weitergegeben und bezeichnet sehr oft arabische oder indische Vorfahren. Wenn Musa in diesem Sinne Musa Merican heißt, wird Aisyah vergleichbar Aisyah Merican oder sehr oft Aisyah Musa Merican genannt. Der ehemalige Premierminister von Malaysia, Abdullah Ahmad Badawi hat den arabischen Familiennamen Badawi.

### Zusatzname
Das unkomplizierte Namensystem wird durch Zusatznamen komplizierter. Das heißt, zwei Namen werden in einem Personennamen verwendet. Der Zusatzname ist immer der erste Teil solcher Doppelnamen und sehr einfach zu erkennen, da sie aus einer beschränkten Auswahl stammen. Sie können selten als ein Personenname verwendet werden, aber immer mit anderen Namen. 
Die meist benutzten männlichen Zusatznamen sind:
- Muhammad/Mohammad/Mohammed (oft zu Mohd., Muhd., Md. oder einfach M. abgekürzt).
- Mat (Die malaiische Variante von Muhammad. Mat ist auch die lockere mündliche Form von Namen mit Endungen -mad oder -mat wie z. B. Ahmad, Rahmat, Samad, und so weiter.)
- Ahmad
- Abdul (wie auch in der arabischen Sprache ist das Wort unvollständig. Es bedeutet Diener von und muss von einem der 99 Namen Allahs gefolgt werden. Z.B. Abdul Haqq - Diener der Wahrheit)

Die meist benutzten weiblichen Zusatznamen sind:
- Nor/Noor/Nur/Nurul
- Siti (die malaiische weibliche Variante von Syed)

Daher, wenn Osman einen Sohn mit dem Namen Abdul Haqq hat, wird der Sohn Abdul Haqq bin Osman oder einfach Abdul Haqq Osman genannt. Wenn Abdul Haqq eine Tochter mit dem Namen Nor Mawar hat, heißt sie sinngemäß Nor Mawar binti Abdul Haqq oder einfach Nor Mawar Abdul Haqq.
Hat jemand eine Haddsch nach Mekka unternommen, darf er zusätzlich malaiisch Haji heißen. Bei Frauen ist das Hajjah. Wenn Musa zu einer Haddsch war, darf er Haji Musa bin Osman genannt werden. Seine Tochter heißt sinngemäß Aisyah binti Haji Musa. 
Manche Zusatznamen sind jedoch patrilineare Adelstitel. Sie sind für die malaiische Aristokratie, einschließlich der verschiedenen königlichen Familien Malaysias und deren Nachkommen, reserviert. In wenigen Fällen haben manche Familien solche Titel, obwohl sie nicht dem Adel angehören. Beispiele ererbter Zusatznamen sind:
- Raja
- Tengku
- Wan
- Nik
- Tuan
- Syed/Sharifah (jeweils für den Mann und die Frau; siehe auch Sayyid.)
- Meor
- Megat/Puteri (jeweils für den Mann und die Frau)
- Awang oder Abang/Dayang (beliebt in Sarawak und stammen aus Brunei; jeweils für den Mann und die Frau)

Im Allgemeinen verwenden die Malaien in Singapur und Brunei ähnliche Namensysteme.

## Chinesischer Name
Malaysier mit chinesischer Herkunft verwenden traditionelle chinesische Namen. Sie bestehen im Allgemeinen aus zwei Teilen. Der erste Teil ist der Familienname, den die Kinder vom Vater erben, dieser ist einsilbig. Der zweite Teil ist der zweisilbige Personenname. Ein Beispiel für einen typisch malaysisch-chinesischen Namen ist Lim Kit Siang, der ein bekannter Politiker der sozialdemokratischen Oppositionspartei Democratic Action Party Malaysias ist. Im westlichen Raum wird der Familienname sehr oft an das Ende gesetzt, wird in diesem Fall zu Kit Siang Lim. Wie bei deutschen Namen wird Lim Kit Siang (oder Kit Siang Lim) als Herr Lim angesprochen. 
Manche chinesischen Malaysier haben westliche Personennamen, zum Beispiel Donald Lim. Sie ziehen solche Namen den chinesischen vor. In amtlichen Dokumenten werden sie auf zweierlei Weisen geschrieben. Die erste ist: Westlicher Name – Familienname – Chinesischer Personenname; also Donald Lim Kit Siang. Die zweite ist: Familienname – Chinesischer Personenname – Westlicher Name; also Lim Kit Siang Donald. Im allgemeinen Gebrauch darf nur eine Schreibweise verwendet werden.

## Indischer Name
Malaysier mit indischer Herkunft verwenden amtlich das patronyme Namensystem. Sie kombinieren es aber mit mehreren malaiischen Wörtern. Ein männlicher Name besteht aus dem Personennamen gefolgt von dem malaiischen Ausdruck anak lelaki („Sohn von“) und dem Namen des Vaters. Ähnlich ist es bei dem weiblichen Namen. Jedoch lautet der malaiische Ausdruck anak perempuan („Tochter von“). Diese Ausdrücke dürfen jeweils zu a/l und a/p abgekürzt werden. Oft werden sie allerdings weggelassen. Diesmal steht der Name des Vaters am Anfang, gefolgt von dem Personennamen. Ein aus Südindien stammender Brauch mit der am Anfang stehenden Initiale des Namens des Vaters wird ebenfalls sehr oft verwendet. 
Ein Beispiel eines männlichen Namens ist Anbuselvan anak lelaki Ramanan (formal). Auf dem MyKad steht jedoch Anbuselvan a/l Ramanan. Er kann auch Anbuselvan Ramanan oder einfach R. Anbuselvan genannt werden. Sinngemäß ist der Name seiner Tochter folgender: Mathuram anak perempuan Anbuselvan oder Mathuram a/p Anbuselvan (auf MyKad), einfacher Mathuram Anbuselvan oder am einfachsten A. Mathuram. Eine Frau darf, inoffiziell, den Namen ihres Ehemannes statt ihres Vaters nach der Ehe verwenden. Das wird jedoch amtlich nicht registriert.

## Namensystem anderer ethnischer Gruppe
Die Orang Asli und andere nicht-malaiische Bumiputra verwenden das malaiische Wort anak in ihrem patronymischen Namensystem ohne Rücksicht auf das Geschlecht. Ein Beispiel ist Mayang anak Ramlan.
Die Kristang oder Malaysier mit portugiesischer Herkunft tragen oft portugiesische Namen oder andere westlich klingende Namen, zum Teil auch vererbte Familiennamen.